# Primera Regional Aficionado-Fuerteventura
La Primera Regional Aficionado-Fuerteventura constituye el séptimo nivel de competición de la liga española de fútbol en la isla de Fuerteventura.
Su organización corre a cargo de la Federación Interinsular de Fútbol de Las Palmas.

## Sistema de competición
En la temporada 2021-22 hay 9 clubes compitiendo en la categoría, los 4 primeros clubes de la tabla acceden al play-off de ascenso a la Interinsular Preferente de Las Palmas, al ser la última categoría no hay descensos.

## Equipos participantes 2021-22

### Grupo Único
| Acrónimo | Equipo                            | Fundación | Municipio | Isla          | Comunidad Autónoma |
| -------- | --------------------------------- | --------- | --------- | ------------- | ------------------ |
| CDC      | C.D. Chilegua Valle de La Pared   | 1975      | Pájara    | Fuerteventura | Canarias           |
| CDC      | C.D. Corralejo                    | 2005      | La Oliva  | Fuerteventura | Canarias           |
| CDE      | C.D. Euro de Lajares              | 2021      | La Oliva  | Fuerteventura | Canarias           |
| UDG      | U.D. Gran Tarajal S. Tamasite "B" | 1989      | Tuineje   | Fuerteventura | Canarias           |
| UDJ      | U.D. Jandía                       | 1998      | Pájara    | Fuerteventura | Canarias           |
| CDL      | C.D. La Lajita                    | 2014      | Pájara    | Fuerteventura | Canarias           |
| UDP      | U.D. Playas de Sotavento          | 2009      | Pájara    | Fuerteventura | Canarias           |
| TCF      | Tiscamanita C.F.                  | ---       | Tuineje   | Fuerteventura | Canarias           |
| SDV      | S.D. Villaverde Norte             | ---       | La Oliva  | Fuerteventura | Canarias           |

## Otras Ligas
| Nivel | Liga                                | Liga                                | Liga | Liga | |
| ----- | ----------------------------------- | ----------------------------------- | --- | --- | --- |
| 1º    | Primera División de España          | Primera División de España          | Primera División de España                                                                                               | Primera División de España                                                                                               | |
| 2º    | Segunda División de España          | Segunda División de España          | Segunda División de España                                                                                               | Segunda División de España                                                                                               | |
| 3º    | Primera División RFEF               | Primera División RFEF               | Primera División RFEF | Primera División RFEF | |
| 4º    | Segunda División RFEF               | Segunda División RFEF               | Segunda División RFEF | Segunda División RFEF | |
| 5º    | Tercera División RFEF               | Tercera División RFEF               | Tercera División RFEF | Tercera División RFEF | |
| 6°    | Interinsular Preferente de Tenerife | Interinsular Preferente de Tenerife | Interinsular Preferente de Las Palmas                                                                                    | Interinsular Preferente de Las Palmas                                                                                    | Interinsular Preferente de Las Palmas                                                                                    |
| 7º    | Primera Interinsular-Tenerife       | Primera Interinsular-Tenerife       | Primera Regional Aficionado-Gran Canaria Primera Regional Aficionado-Fuerteventura Primera Regional Aficionado-Lanzarote | Primera Regional Aficionado-Gran Canaria Primera Regional Aficionado-Fuerteventura Primera Regional Aficionado-Lanzarote | Primera Regional Aficionado-Gran Canaria Primera Regional Aficionado-Fuerteventura Primera Regional Aficionado-Lanzarote |
| 8º    | Segunda Interinsular-Tenerife       | Segunda Interinsular-Tenerife       | Segunda Regional Aficionado-Gran Canaria                                                                                 | Segunda Regional Aficionado-Gran Canaria                                                                                 | Segunda Regional Aficionado-Gran Canaria                                                                                 |